# Kurkkionvuoma
Kurkkionvuoma este o arie protejată (arie specială de conservare — SAC, sit de importanță comunitară — SCI) din Suedia întinsă pe o suprafață de 549,9 ha, integral pe uscat.

## Localizare
Centrul sitului Kurkkionvuoma este situat la coordonatele 67°24′48″N 22°09′40″E / 67.4132°N 22.161°E.

## Înființare
Situl Kurkkionvuoma a fost declarat sit de importanță comunitară în aprilie 2004 pentru a proteja 3 specii de plante. Situl a fost protejat și ca arie specială de conservare în martie 2011.

## Biodiversitate
Situată în ecoregiunea boreală, aria protejată conține 8 habitate naturale: Mlaștini turboase de tranziție și turbării mișcătoare, Mlaștini împădurite, Taiga vestică, Cursuri de apă de la nivel de câmpie la nivel montan, cu vegetație Ranunculion fluitantis și Callitricho-Batrachion, Mlaștini alcaline, Izvoare fino-scandinave și mlaștini produse de izvoare bogate în minerale, Păduri caducifoliate de mlaștină fino-scandinave, Turbării Aapa.
La baza desemnării sitului se află mai multe specii protejate de  plante (3): Hamatocaulis vernicosus, Ranunculus lapponicus, ochii-șoricelului (Saxifraga hirculus).